# Risk Accounting
Risk Accounting (deutsch „Bilanzierung von Risiken“) ist der Anglizismus für einen Teilbereich das Risikomanagements und betrifft die Risikoidentifikation sämtlicher Unternehmensrisiken und ihre systematische Risikobewertung.

## Allgemeines
Risk Accounting ist noch eine junge Methode im Rechnungswesen, denn im November 2008 ging der US-Kongress davon aus, dass ein neuer Zweig der Buchführung, das Risk Accounting, entwickelt und implementiert werden müsse, bis man wirklich systemische Risiken messen und managen könne. Risk Accounting kann helfen, das Risikomanagement zu verbessern. Dabei erfordert die Einführung von Risikomanagementsystemen die Übernahme eines einwandfreien Rahmenwerks für das Risk Accounting. Es betrifft konkret die Bewertung von Aktiva und Passiva der Bilanz, die einem spezifischen Finanzrisiko ausgesetzt sind.

## Inhalt
Betroffen sind insbesondere Risikopositionen der Vermögenswerte (Aktivseite) und Schulden (Passivseite) einer Bilanz, die ein Marktrisiko beinhalten, das nicht mit allgemeinen Bewertungsvorschriften behandelt werden sollte. Insbesondere erfasst das Risk Accounting die Fälle, bei denen Hedge Accounting nicht angewandt werden kann. Es handelt sich um eine risikobezogene Bewertung zum Fair Value. Angewandt werden Bewertungstechniken auf der Grundlage des Value at Risk, Cashflow at Risk und Earnings at Risk. Diese „at Risk“-Risikomaße sind der Ausgangspunkt für das Risk Accounting. Earnings at Risk sind die geschätzte, maximal erwartete negative Abweichung vom geplanten Gewinn eines Unternehmens, die innerhalb einer bestimmten Rechnungsperiode (zwischen einem Tag und einem Geschäftsjahr) mit einer bestimmten Eintrittswahrscheinlichkeit (z. B. Konfidenzniveau 95 % oder 99 %) nicht überschritten wird.
Angewandt wird Risk Accounting ausschließlich auf Sicherungsgeschäfte (englisch hedges), die für ein bestimmtes Finanzinstrument (beispielsweise Forderungen), einen bestimmten Finanzierungstitel (Aktien, Anleihen) oder ein Finanzprodukt (Kassageschäft) abgeschlossen wurden und deshalb in einem engen wirtschaftlichen (und manchmal auch rechtlichen) Zusammenhang mit diesen Instrumenten stehen.

## Wirtschaftliche Aspekte
Während Accounting im Allgemeinen die (zumeist gesetzlich normierten) Rechnungslegungsstandards zur Bilanzierung bezeichnet, steht Risk Accounting für ein hiervon abweichendes Alternativkonzept, nach dem bestimmten Kriterien unterliegende Spezialfälle bilanziert werden können.
Risk Accounting kann neben dem Ausgleich von Bewertungseffekten im Jahresabschluss auf andere Bewertungsprinzipien abstellen und somit Bewertungsprobleme lösen, die das Hedge Accounting überhaupt erst begründet haben. Nach dem Vergleich der Vorschläge des Full Fair Value und des Risk Accountings kommt ein Teil der Fachliteratur zu dem Schluss, dass für die Bankbilanzierung dem Risk Accounting der Vorrang einzuräumen wäre.

## Abgrenzung
Risk Accounting steht im Gegensatz zum Hedge Accounting, welches zwar ebenfalls für risikotragende Geschäfte, die als finanzieller Vermögenswert oder finanzielle Schuld bilanziert werden, eine spezifische Bewertung vorschlägt, sich aber an der konkreten Art der Absicherung orientiert und folglich unterschiedliche Arten der Absicherung differenziert regelt. Risk Accounting ist insofern als spezifische Bilanzierungsvariante zu verstehen, die lediglich auf das Vorhandensein finanzieller Risiken und die bloße Tatsache ihrer Steuerung abstellt.